# 察隅杜鹃
察隅杜鹃（学名：Rhododendron piercei）为杜鹃花科杜鹃花属下的一个种。

## 扩展阅读
- 維基物種上的相關：察隅杜鹃